# フリースタイルスキー・ノースアメリカンカップ
フリースタイルスキー・ノースアメリカンカップ（英: North American Cup）は国際スキー連盟(FIS)が主催するフリースタイルスキーの大会である。略号はNAC。一般的にNor-Am Cupと表記されるのでノルアムカップとも呼ばれ、日本語では北米選手権や北米杯などと訳される。

## 概要
ワールドカップの下位に位置付けられる大陸別大会（コンチネンタルカップ）のひとつである。開催地はアメリカ合衆国とカナダであり、主にアメリカ合衆国やカナダといった北米大陸の選手が参加するが、他の大陸の選手の参加も可能であり、日本の選手なども参加している。北米におけるワールドカップへの登竜門的な大会と云えるものであり、ノースアメリカンカップでの活躍を認められてワールドカップへ参戦するという選手は多い。年間を通して数戦が行なわれるシリーズ戦となっているが、シーズン序盤で活躍を認められて途中からワールドカップへ転戦することも少なくない。ワールドカップへの参加を目指す若手から再起を図るワールドカップの元選手など様々な選手が参加するが、ワールドカップの現役選手も参加することがあったり、前述の通りシーズン途中で転戦する選手もいることから選手の顔ぶれが変化しやすい大会である。

## 競技種目
| シーズン | エアリアル | モーグル | デュアルモーグル | スキークロス | ハーフパイプ | アクロ | コンバインド |
| -------- | ---------- | -------- | ---------------- | ------------ | ------------ | ------ | ------------ |
| 08-09    | ●          | ●        | ●                | ●            | ●            |        |              |
| 07-08    | ●          | ●        | ●                |              | ●            |        |              |
| 06-07    | ●          | ●        | ●                |              | ●            |        |              |
| 05-06    | ●          | ●        | ●                |              | ●            |        |              |
| 04-05    | ●          | ●        | ●                | キャンセル   | ●            |        |              |
| 03-04    | ●          | ●        | ●                |              |              |        |              |
| 02-03    | ●          | ●        | ●                |              |              |        |              |
| 01-02    |            |          |                  |              |              |        |              |
| 00-01    | ●          | ●        | ●                |              |              | ●      |              |
| 99-00    | ●          | ●        | ●                |              |              | ●      |              |
| 98-99    | ●          | ●        | ●                |              |              | ●      | ●            |
| 97-98    | ●          | ●        | ●                |              |              | ●      | ●            |
| 96-97    | ●          | ●        | ●                |              |              | ●      | ●            |
| 95-96    | ●          | ●        |                  |              |              | ●      | ●            |
| 94-95    | ●          | ●        |                  |              |              | ●      | ●            |